# 74-я пехотная дивизия (вермахт)
74-я пехотная дивизия (нем. 74. Infanterie-Division) — тактическое соединение сухопутных войск вооружённых сил нацистской Германии периода Второй мировой войны. Дивизия должна была быть развёрнута в конце Второй мировой войны, однако, планы по её развёртыванию на практике реализованы не были.

## История
74-я пехотная дивизия планировалась командованием Сухопутных войск Вермахта к развёртыванию в 1944 году, однако, она так и не была сформирована.
Никакое настоящее подразделение размером с дивизию под названием 74-я пехотная дивизия никогда не использовалось в бою. Первоначально предназначенная для пополнения новобранцами из пехотной дивизии «Миловиц», сформированной во время 24-й волны мобилизации вермахта, создание 74-й пехотной дивизии так и не было реализовано. Планируемые полки с номерами 1031, 1032 и 1033 не были созданы. Пехотная дивизия «Миловиц» была создана на полигоне «Миловиц» 27 января 1944 года и затем была отправлена на Восточный фронт, где её членам было поручено пополнить 320-ю, 106-ю и 389-ю пехотные дивизии.

## Состав (1944)
- 1031-й гренадерский полк (Grenadier-Regiment 1031)
- 1032-й гренадерский полк (Grenadier-Regiment 1032)
- 1033-й гренадерский полк (Grenadier-Regiment 1033)